# Molophilus quinquespinosus
Molophilus quinquespinosus är en tvåvingeart som beskrevs av Alexander 1952. Molophilus quinquespinosus ingår i släktet Molophilus och familjen småharkrankar. Inga underarter finns listade i Catalogue of Life.